# Jana Burmeister
Jana Burmeister, née le 6 mars 1989 à Sonneberg en Allemagne, est une footballeuse allemande évoluant au poste de gardienne de but.

## Biographie
Elle commence sa carrière au FF USV Jena de 2005 à 2011, et joue 53 matchs en 2. Frauen-Bundesliga et 60 matchs en Allianz Frauen-Bundesliga. 
En 2011, elle est transférée à Wolfsburg.

## Palmarès
FF USV Jena
- Finaliste de la Coupe d'Allemagne en 2010

VfL Wolfsburg
- Vainqueur de la Ligue des champions en 2013 et 2014
- Finaliste de la Ligue des champions en 2016 et 2018
- Championne d'Allemagne en 2013, 2014, 2017, 2018, 2019 et 2020
- Vice-championne d'Allemagne en 2012, 2015 et 2016
- Vainqueur de la Coupe d'Allemagne en 2013, 2015, 2016, 2017, 2018, 2019 et 2020
- Finaliste de la Coupe d'Allemagne en salle en 2013 et 2015